# Estación Iyowake
La estación Iyowake (伊予和気駅 Iyowake-eki?) es una estación de la línea Yosan de la Japan Railways que se encuentra en la ciudad de Matsuyama de la prefectura de Ehime. El código de estación es el "Y53".

## Estación de pasajeros
Cuenta con dos plataformas, entre las cuales se encuentran las vías. Cada plataforma cuenta con un andén (andenes 1 y 2). El andén 1 es el principal y los servicios rápidos utiliza el andén 2 (pero no se detienen).
El edificio de la estación es un vagón reciclado y la venta de pasajes está terciarizada.

### Andenes
| 1 | ● Línea Yosan | Hacia Hōjō, Imabari, Nyūgawa, Saijo, Niihama, Iyomishima, Kawanoe, Kanonji, Sakaide y Takamatsu (exclusivo para los servicios rápidos) |
| 1 | ● Línea Yosan | Hacia Matsuyama, Iyo, Yawatahama y Uwajima (exclusivo para los servicios rápidos)                                                      |
| 2 | ● Línea Yosan | Hacia Hōjō, Imabari, Nyugawa, Saijō, Niihama, Iyomishima, Kawanoe y Kanonji (los servicios rápidos no se detienen)                     |
| 2 | ● Línea Yosan | Hacia Matsuyama e Iyo (los servicios rápidos no se detienen)                                                                           |

## Alrededores de la estación
- Ruta nacional 196
- Templo Taisan (太山寺 Taisan-ji?)
- Templo Enmyō (円明寺 Enmyō-ji?)

## Historia
- 1927: el 3 de abril se inaugura la estación Iyowake en simultáneo con el tramo de la línea Yosan que se extiende entre las estaciones de Iyohōjō y Matsuyama.
- 1987: el 1° de abril pasa a ser una estación de la división Ferrocarriles de Pasajeros de Shikoku de la Japan Railways.

## Estación anterior y posterior
- Línea Yosan 
  - Estación Horie (Y52)  <<  Estación Iyowake (Y53)  >>  Estación Mitsuhama (Y54)